# Manon od pramene
Manon od pramene (v originále Manon des sources) je francouzsko-švýcarsko-italský dramatický film režiséra Clauda Berriho z roku 1986. Jedná se o adaptaci druhého stejnojmenného dílu diptychu L'Eau des collines Marcela Pagnola a je pokračováním snímku Jean od Floretty z téhož roku. Snímek měl světovou premiéru 19. listopadu 1986.

## Děj
Od smrti Jeana de Florette uplynulo několik let. Ugolin Soubeyran je nyní vlastníkem statku a daří se mu pěstování karafiátů. Jeho strýc Caesar nyní chce, aby se oženil, aby zachoval rodové jméno. Ugolin propadne kouzlu Manon, Jeanovy dcery, ze které se stala krásná mladá žena. Avšak hrozí, že vyjde najevo pravda o okolnostech, které vedly k smrti jejího otce. Ugolin se i přes varování svého strýce snaží mladou ženu svést. Do vesnice přijíždí mladý učitel, který propadne kouzlu krásné dívky, která se do něj také zamiluje.

## Obsazení
| Yves Montand        | César Soubeyran  |
| Daniel Auteuil      | Ugolin Soubeyran |
| Emmanuelle Béart    | Manon Cadoret    |
| Hippolyte Girardot  | Bernard Olivier  |
| Élisabeth Depardieu | Aimée Cadoret    |
| Margarita Lozanová  | Baptistine       |
| Yvonne Gamy         | Delphine         |
| Didier Pain         | Eliacin          |
| Marc Betton         | Martial          |
| Jean Maurel         | Anglade          |
| Roger Souza         | Ange             |
| Jean Bouchaud       | kněz             |
| Gabriel Bacquier    | Victor           |
| Armand Meffre       | Philoxène        |
| Pierre Nougaro      | Casimir          |
| André Dupon         | Pamphile         |
| Pierre-Jean Rippert | Cabridan         |

## Ocenění
- César: nejlepší herečka ve vedlejší roli v roce (Emmanuelle Beart), nejlepší herec (Daniel Auteuil)